# Fraret (donyet)
El Fraret o duendet de la Cova del Frare és un personatge de la mitologia valenciana, propi de la zona d'Altea, Marina Baixa.
Conta la llegenda que vivia en Altea una família de pescadors amb dos fills. Un d'ells, el més xicotet, era tot un personatge, més roí que una plaga. Va emmalaltir de verola i la mare demanà a Sant Francesc que el curés, prometent-li que si ho feia el xiquet duria hàbit de frare. Com el nen es curà, la mare complí la promesa i vestí durant almenys dos anys al nen amb hàbits de franciscà. Açò és el motiu pel qual el xiquet acabà tenint de mal nom “el frare” o “fraret”. Quan es feu un poc més gran, s'enamorà de la mateixa dona que estimava el seu germà major. Una nit que els dos germans isqueren a pescar, ”el frare” colpejà al germà major i pensà que l'havia mort, per això es tirà al mar per ofegar-se. Al sendemà el cadàver de “el Frare” aparegué dins de la que se anomenaria des d'aleshores, la cova del Frare. Es conta que a partir d'eixe dia als pescadors de la zona se’ls apareixia un nen d'uns dotze anys vestit de frare, l'anomenat esperit del fraret, que allargava els braços cap els mariners.